# Архив чертежей
Архи́в чертеже́й — структурированная и детально описанная система хранения технической документации на промышленных объектах.
Различают два типа архива чертежей по виду хранимого материала — бумажный и электронный архив чертежей.
На данный момент есть тенденция по переводу бумажных чертежей в электронный вид на промышленных предприятиях. Это позволяет предприятиям уменьшить затраты на хранение бумаги — это аренда офиса, содержание персонала и охрана документации от воровства, стирания (уничтожения), несанкционированного корректирования. 
Электронные чертежи увеличивают производительность редактирования, копирования и модернизирования деталей и механизмов.
Встречается утверждение, что электронные чертежи имеют увеличенный по сравнению с бумажными срок годности, который, составляя 20 лет для бумажных чертежей, якобы увеличивается в несколько раз для электронных. Это утверждение, однако, не имеет под собой реальных оснований (в данном случае некорректно отождествляются срок хранения носителя информации со сроком годности электронных документов). Так, в настоящее время прочтение материалов с магнитной ленты ЕС ЭВМ 20-летней давности вызывает очень значительные сложности (как с точки зрения физического осуществления прочтения носителя, так и интерпретации форматов данных, принятых в то время), и нет оснований полагать, что развитие технологий электронного хранения информации остановится в будущем. Поддержание цифровых архивных документов в актуальной форме в течение длительного времени — требует значительных усилий.